# Célula APUD
Célula APUD é um grupo de células endócrinas. Estas células compartilham a função comum de secreção de um hormônio polipeptídeo de peso molecular baixo. Existem vários tipos diferentes, que secretam os hormônios secretina, colecistocinina e vários outros.